# Cachelo

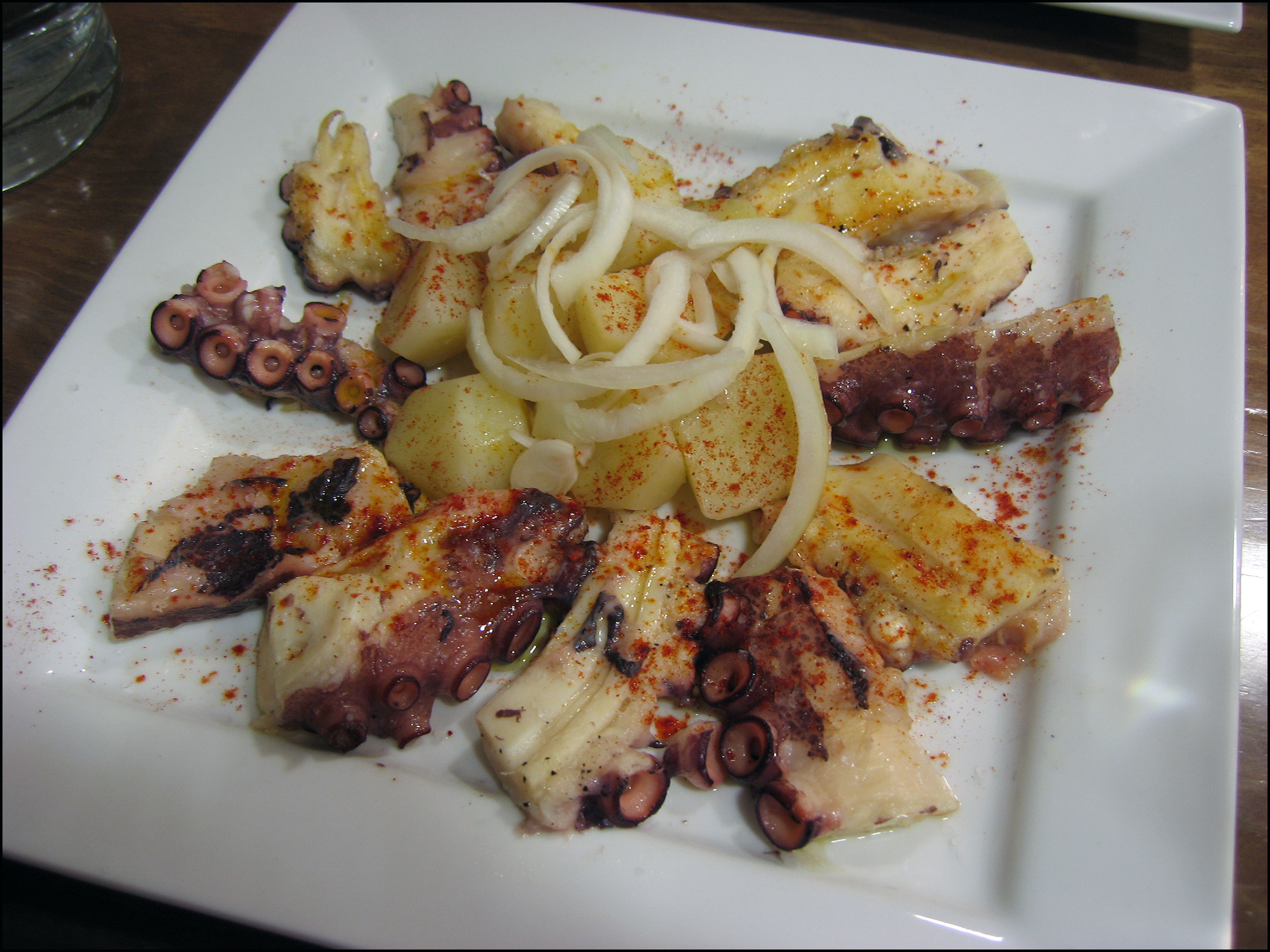
Pop amb cachelos

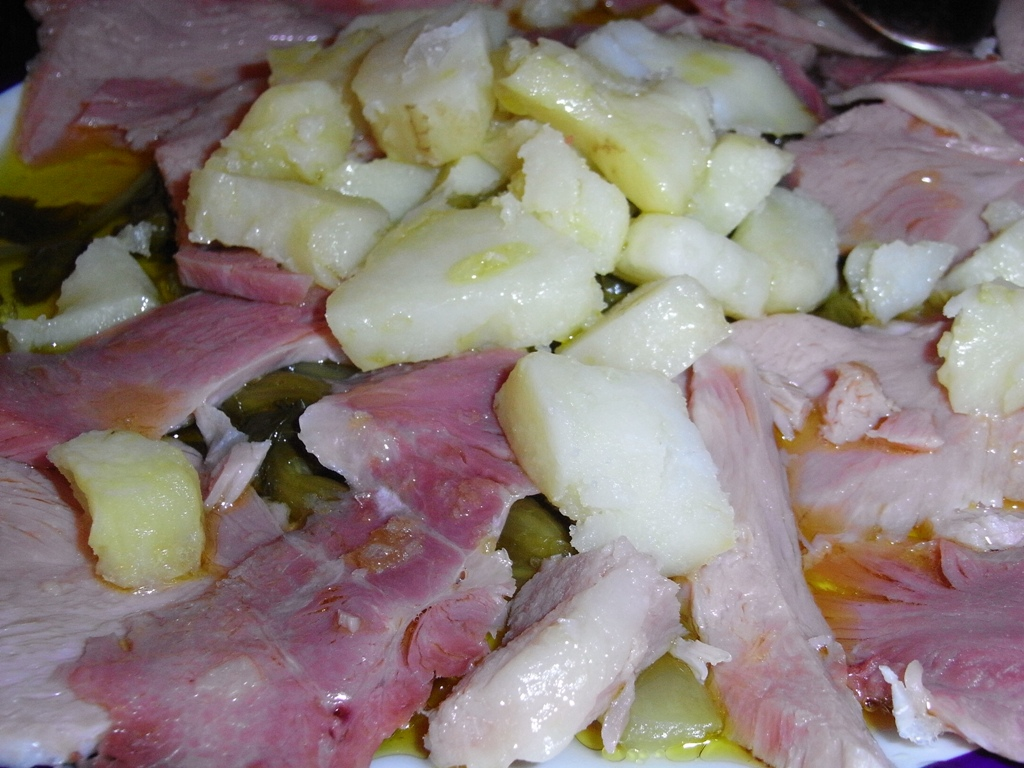
Lacón amb cachelos i grelos

Cachelo és una denominació que a Galícia i el Bierzo es dona a un tros o cacho de patata. No es tracta de cap varietat de patata específica amb aquesta denominació.
Generalment apareix tallat en llesques i acompanya molts plats de la gastronomia gallega com, per exemple, el pop o les sardines.
En algunes zones s'anomenen cachelos a les patates cuites amb la seva pell sense afegir-hi res més que aigua i sal. En altres casos s'anomenen cachelos els trossos de patates grillades que es sembren.